# Koltermann Peak
Koltermann Peak är en bergstopp i Antarktis. Den ligger i Östantarktis. Nya Zeeland gör anspråk på området. Toppen på Koltermann Peak är 2 166 meter över havet.
Terrängen runt Koltermann Peak är kuperad åt nordväst, men åt sydost är den bergig. Trakten är obefolkad. Det finns inga samhällen i närheten. 